# Jean Godefroid Ginod (évêque d'Aoste)
Pour les articles homonymes, voir Jean Godefroid Ginod.
Jean II Godefroid Ginod   est un ecclésiastique originaire du Bugey qui fut évêque d'Aoste de 1586 à 1592.

## Origine
Jean Godefroid Ginod est issu de la famille de Ginod. Sa sœur Françoise Ginod est la 1re épouse de Claude Flandrin seigneur de Montarfier dans le Bugey et il est le neveu et homonyme de Jean Godefroid Ginod (†  1604) évêque et seigneur de Belley en 1576 membre du Sénat de Savoie qui est chargé par le duc Emmanuel-Philibert de Savoie de compiler à partir du 19 décembre 1572 les « coutumes » du duché d'Aoste qui seront ensuite imprimées à Chambéry sous le nom de « Coutumiers du Duché d'Aoste » en 1588.

## Carrière ecclésiastique
Jean Godefroid est doyen de l'évêché de Belley dans la Bresse. Il est choisi comme évêque d'Aoste le 16 juin 1586 et consacré le 14 décembre par Guillaume d'Avançon archevêque d'Embrun assista par François Fléhard évêque de Grenoble et son oncle Jean Godefroid Ginod évêque de Belley. Il prend possession de son diocèse le 22 du même mois.
Au cours de son bref épiscopat, Jean Godefroid Ginod est chargé par le nouveau duc Charles-Emmanuel Ier d'organiser la translation des reliques de Saint-Maurice de l'abbaye territoriale de Saint-Maurice d'Agaune dans le diocèse de Sion jusqu'à Turin la nouvelle capitale des États de Savoie. Pour ce faire, le duc doit d'abord conclure une paix séparée avec les Bernois et les Valaisans avec lesquels il était en guerre et qui lui attribue la moitié des reliques contre paiement de 2.000 écus d'or. La décision suscite ensuite une révolte de la paroisse de Saint-Maurice attachée à ses reliques. Jean Godefroid Ginod doit transiger et laisser à l'abbaye l'essentiel du corps du saint et se contenter de son épée et de quelques « os moins considérables ». Le 29 décembre 1590, il quitte Saint-Maurice, après avoir passé le col du Grand-Saint-Bernard, il arrive à Aoste le 1er janvier 1591. Il repart le 9 janvier pour Turin où les reliques sont placées dans la cathédrale le 15 janvier. Jean Godefroid Ginod meurt à Aoste le 26 février 1592 et il est inhumé dans la crypte de la cathédrale.